# Paralaubuca barroni
Paralaubuca barroni là một loài cá trong họ Cyprinidae. Con đực trưởng thành dài 15 cm. Loài này sinh sống ở sông Mekong và Chao Phraya.